# 希克馬特·希吉里
希克馬特·薩爾曼·希吉里（羅馬化：Hikmat Salman al-Hijri；1965年6月9日—）是敘利亞德魯茲派的精神領袖之一，亦是敘利亞蘇韋達省極具影響力的宗教及社會人物。

## 生平
希吉里於1965年6月9日在委內瑞拉出生，其父當時正在當地工作。他隨後與家人回到敘利亞，完成小學及中學課程。1985年考入大馬士革大學法律系，並於1990年畢業。

## 事蹟
2012年，希克馬特·希吉里在其兄長艾哈邁德死於車禍後，接任為敘利亞德魯茲派社群的精神領袖。該職自19世紀起便由其家族世襲。
他上任後，德魯茲教內領導體系出現分裂：一派由他主導，根據地位於卡納瓦特鎮；另一派則由兩名教長哈穆德·辛納維與優素福·賈布領導，設於蘇韋達市的艾因扎曼神殿。
希吉里早年因公開支持巴沙爾·阿薩德政權，在德魯茲派社群中聲望下滑。敘利亞革命爆發後，他面對越來越大壓力，要求他對政權暴力鎮壓示威者表態。2021年1月25日，他在就一宗涉及蘇韋達省被拘留市民的案件與軍事情報局局長盧埃·阿里通話時遭對方侮辱，引發地區性強烈抗議。
同年4月，他在一次與俄羅斯軍方代表的秘密會談中，明確表達反對阿薩德繼續掌權，強調避免國家分裂、促進難民返鄉及啟動重建工程的重要性。
2024年12月8日阿薩德政權垮台後，希吉里呼籲在國際監督下召開全國性對話，組建一個能代表全體敘利亞民眾的過渡政府。在2025年1月的電視訪問中，他重申，目前討論解除武裝「為時過早」，強調：「在國家體制建立，並有憲法保障人民權利前，解除武裝是不可接受的。」
2025年2月17日，希吉里發表公開聲明，強調敘利亞國土與人民的整體性，明確反對分裂主義與舊有貪污官員重返政壇。他主張成立一個超越族群、宗教與黨派的技術官僚文人政府，並警告政權垮台後國家不可偏離方向。
對於敘利亞臨時總統艾哈邁德·沙拉，希吉里表現出保留態度。他在2025年3月的錄音聲明中強調，自己與大馬士革當局並無政治關聯，並指責該政權為極端勢力，正遭國際刑事機構通緝。他還批評政府試圖透過委任在地聲望低落的人士出任代表，引發蘇韋達地方矛盾。此外，他拒絕承認新頒佈的憲法宣言，形容其「完全不合邏輯」。
2025年7月，德魯茲派與貝都因人之間爆發激烈武裝衝突。希吉里發聲明警告政府軍不得干預蘇韋達局勢。當政府軍進駐後，他公開呼籲德魯茲武裝力量「以所有手段反抗這場殘暴軍事行動」。他更罕有地向美國總統當勞·特朗普、以色列總理本雅明·內塔尼亞胡、沙地阿拉伯王儲穆罕默德·賓·沙爾曼，以及約旦國王阿卜杜拉二世發出呼籲，要求「拯救蘇韋達」免於陷入戰火。
7月16日，敘利亞政府宣佈與德魯茲宗教權威機構達成停火協議，後者由哈穆德·辛納維與優素福·賈布共同領導。然而，希吉里拒絕承認協議，指控其由「冒充政府的武裝幫派」擅自簽署。根據多份報導，在政府軍撤離後，與希吉里派系有關的德魯茲武裝人員於當地屠殺至少50名貝都因人平民。